# Транспорт Євпаторії

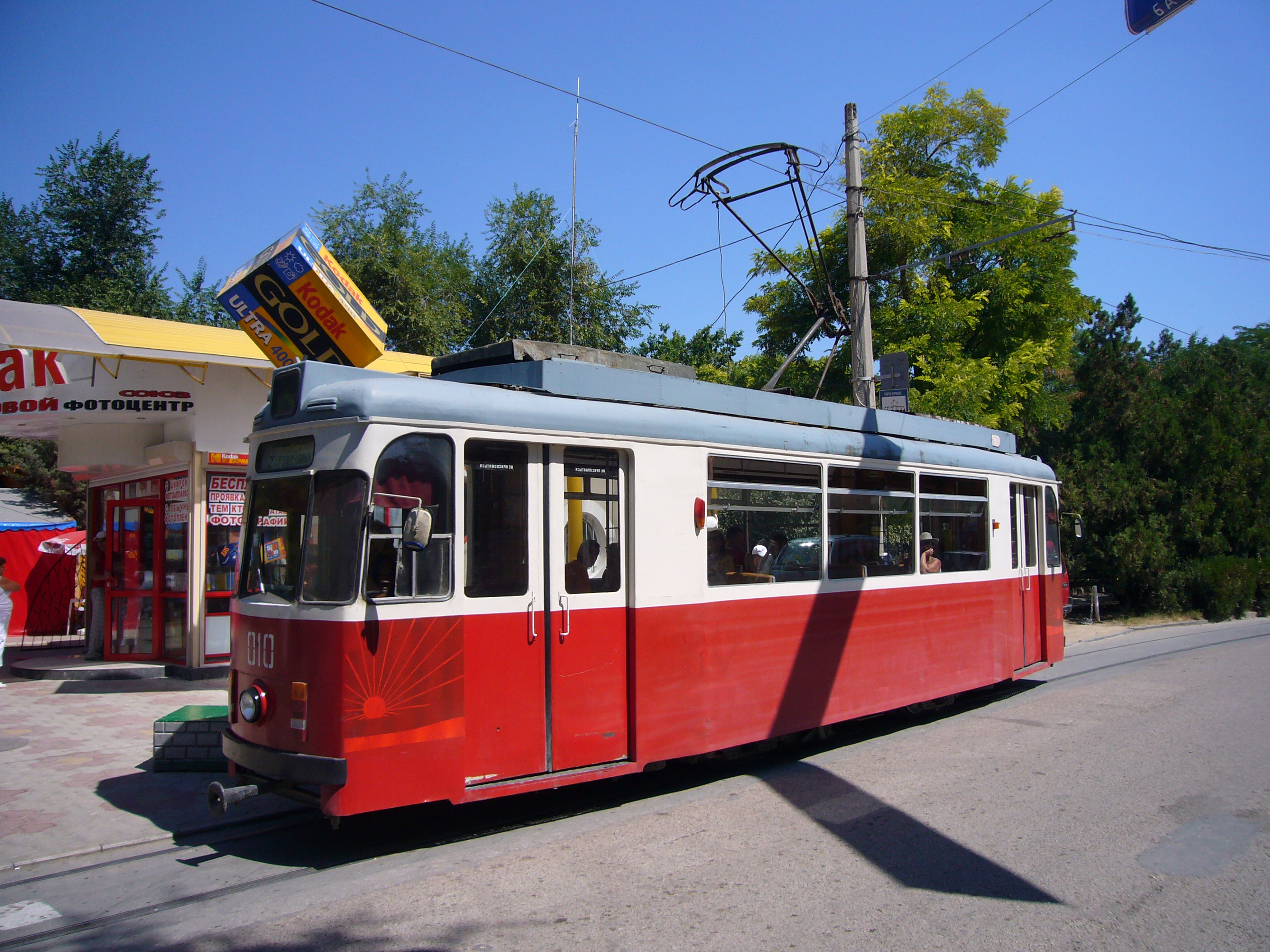
Євпаторійський трамвай.

Євпаторія — розвинутий транспортний вузол Автономної Республіки Крим та України. У місті є залізничний пасажирський вокзал, товарна станція з контейнерними майданчиками, морський вантажно-пасажирський порт і сучасний автовокзал. Влітку до Євпаторії можна дібратися на поїздах прямого сполучення з Києва, Львова, Харкова, Дніпропетровська, Москви, Санкт-Петербурга, Мінська і ряду інших міст. З Сімферополя до Євпаторії можна доїхати електричкою або автобусом, які відправляються у цьому напрямку кожні 10 хвилин.

## Аеропорт
Євпаторію обслуговує міжнародний аеропорт Сімферополя, розташований за 60 км на північний-схід від міста. Євпаторія також має свій маленький аеродром, який знаходиться у північно-східній частині міста. Аеродром підпорядковується прилеглому поряд державному підприємству — «Євпаторійському авіаційному ремонтному заводу». Загальна довжина злітної смуги становить 2000 м, а ширина 40 м. На базі існуючого аеродрому планується створення повноцінного пасажирського аеропорту, ініціаторами проекту стали «Євпаторійський авіаційний ремонтний завод» та Євпаторійська міська рада.

## Залізниця

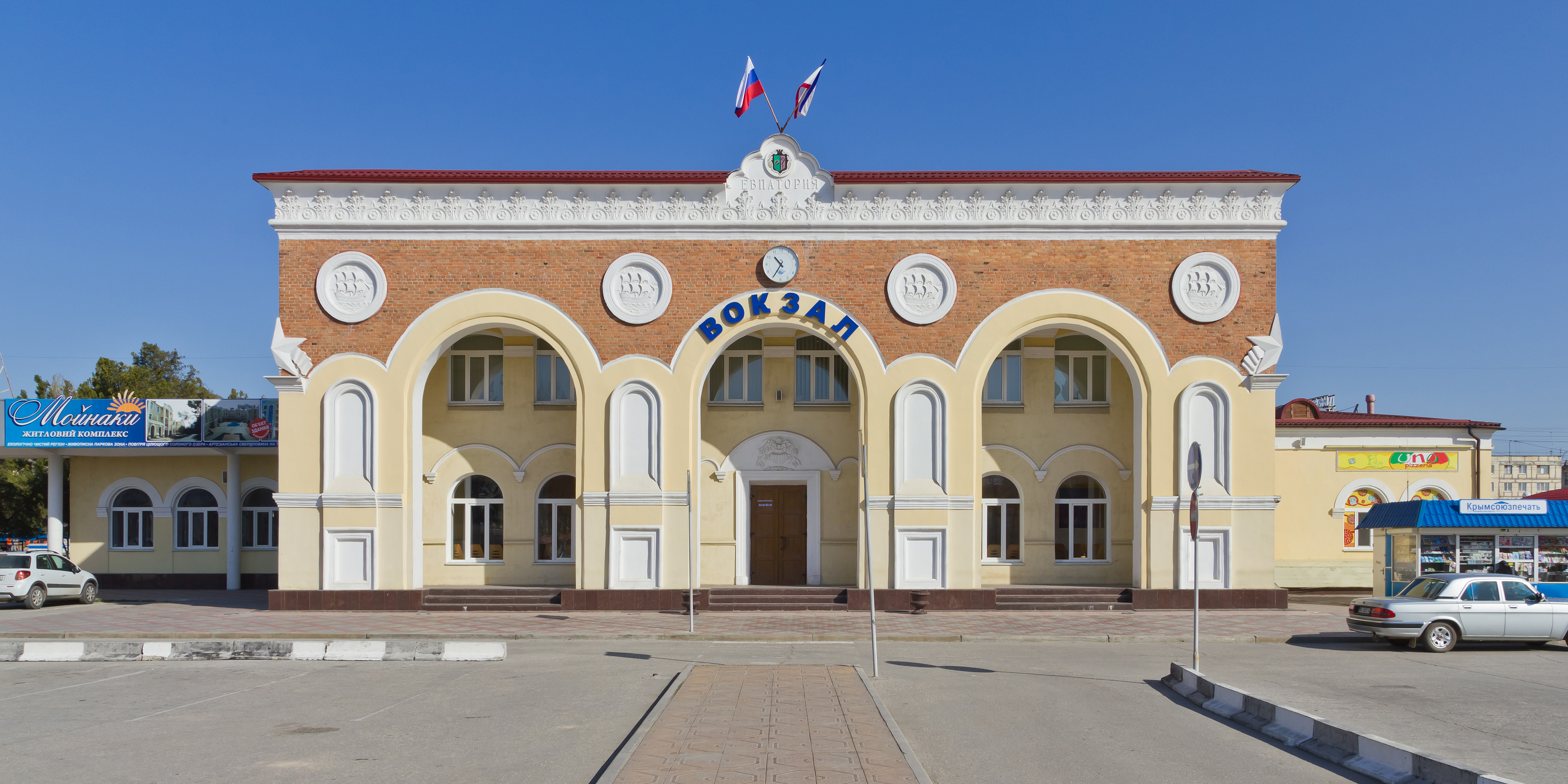
Євпаторія-Курорт. Вокзал.

Влітку залізничний вокзал Євпаторії — одне з найбільш багатолюдних місць. Головна станція — Євпаторія-Курорт. Рух тут не припиняється і в нічний час. Саме від цього «гарячого об'єкта» залежать перші враження про місто у тих, хто приїжджає сюди вперше. У приміщенні працюють два зали очікування, один з яких — платний. На території вокзалу працюють 16 квиткових кас, крім цього, функціонують одна цілодобова і кілька пересувних кас. Курортників зустрічає оновлений перон, реконструйовані посадочні платформи, фонтан і озеленена привокзальна площа. Стіни залу очікувань облицьовані мармуром, а підлога викладена гранітом. У залі підвищеного комфорту встановлені кондиціонери та м'які меблі; на другому поверсі — комфортабельні кімнати відпочинку.
Необхідність проведення в Євпаторію залізниці стала очевидною вже на початку ХХ століття — вантажно-розвантажувальні роботи, що проводилися морпортом, були пов'язані цілим рядом труднощів і затримок. Крім цього — вантажі, доставлені морем, далі могли бути відправлені лише сушею. Потрібна була дорога і для перевезення відпочиваючих. Перша будівля вокзалу була споруджена в 1953 році за проектом відомого радянського архітектора О. Н. Душкіна, а в 1986 році на самій мініатюрній євпаторійської площі в 1.100 м² було побудовано його сучасне приміщення. Також у місті є ще одна станція — Євпаторія-Товарна і Євпаторійська дитяча залізниця, яка була установою позашкільної освіти для дітей, знайомила їх із залізничними спеціальностями, та слугувала у ролі прогулянкової вузькоколійної залізниці в курортному місті.

## Автотранспорт
Автомобільний транспорт Євпаторії має розвинену мережею вантажних і пасажирських маршрутів внутрішнього і міжрегіонального значення. Євпаторія має пряме транспортне сполучення з усіма містами і районами Криму. На автобусах і на таксі можна дібратися не тільки до залізничного вокзалу в Сімферополі, але і до аеропорту, який знаходиться за десять кілометрів від Сімферополя.

## Морський порт

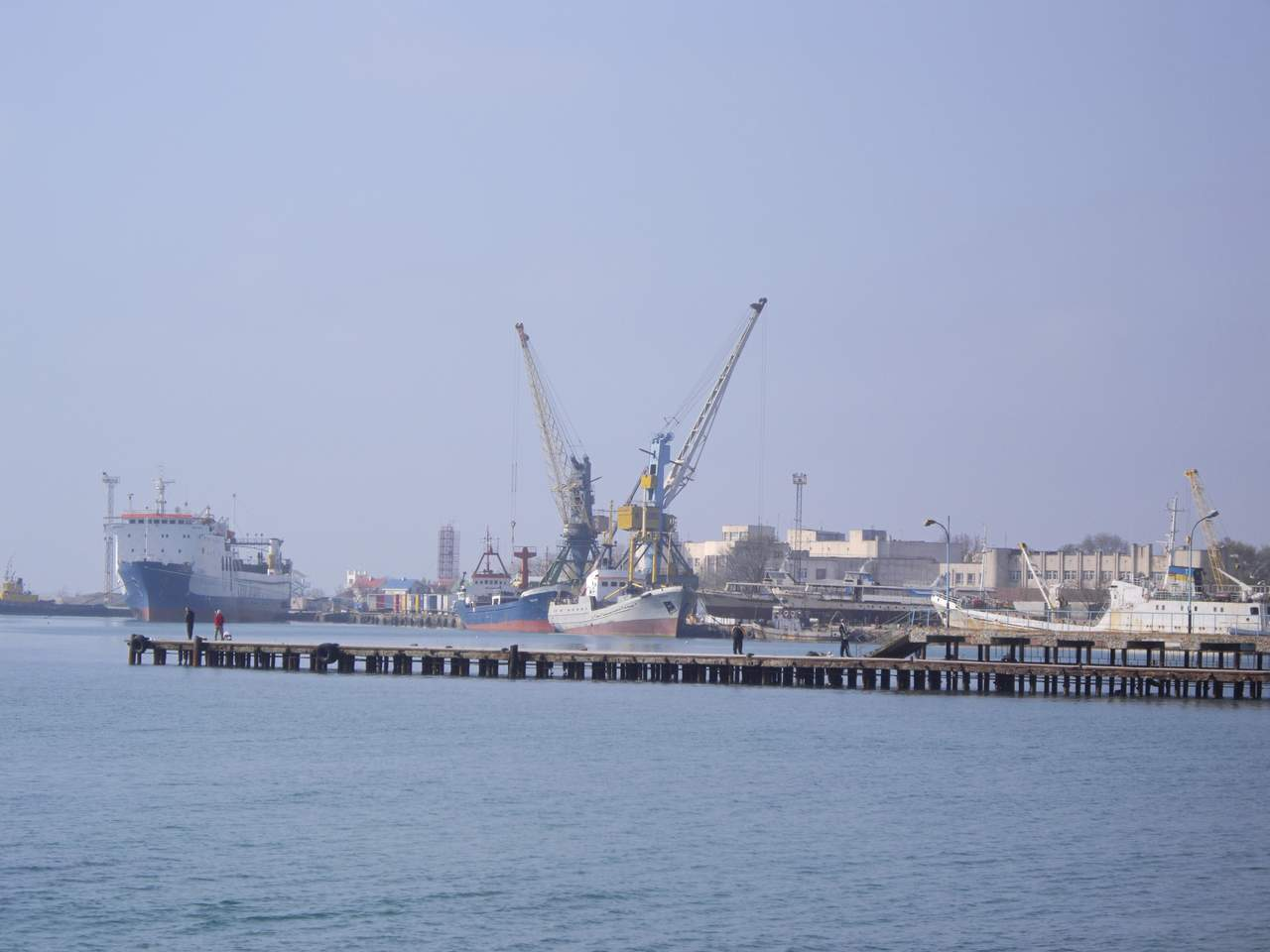
Вид з моря на Євпаторійський морський торговельний порт

Євпаторійський морський торговельний порт розташований на північному березі Каламітської затоки Євпаторійської бухти Кримського півострова. Навігація в порту триває цілий рік, порт практично не замерзає. Згідно з історичними даними в гавані міста протягом 25 століть існував морський торговий порт.
Для залучення людей до міста, російський імператор Павло I видав в 1798 році Маніфест про встановлення режиму вільної гавані, що дало поштовх розвитку міста-порту, який незабаром став одним з найбільших у Криму. На Євпаторійському рейді одночасно тоді стояло до 170 торговельних суден. Через порт здійснювалася активна торгівля. Сюди привозили каву, тютюн, сухі фрукти, оливкову олію, мануфактуру, а в Константинополь, Марсель, Анталію вивозили хліб і місцевий товар — сіль, вивозилися також сира шкіра, сало, масло.

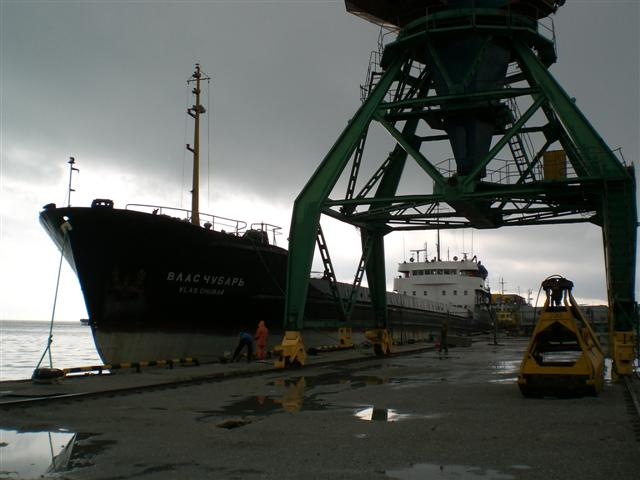
Розвантаження судна в Євпаторійському порту

У 70-80-х роках порт спеціалізувався на перевезеннях пасажирів місцевих ліній, обсяг яких сягав 2.8 млн чол. У зв'язку зі збільшенням пасажирських перевезень у 1965 році був побудований морський вокзал, а в 1970—1980 рр. були побудовані п'ять пасажирських і вантажних причалів. Це дало можливість приймати пасажирські судна Кримсько-Кавказької лінії типу «Білорусь» автопасажирського судна (валовою місткістю 16600 БРТ, довжиною 157 м, 500 спальних місць і 255 легкових автомобілів) безпосередньо в порту, до цього такі судна обслуговувалися тільки на рейді.
На початку 80-х порт почав видобуток піску на пересипу Донузлава, з метою створити глибоководного каналу і організувати в Донузлаві філію порту. У ході робіт було знайдено кілька античних корабельних аварій. У наш час[коли?] видобуток піску є головним видом діяльності порту. З отриманням Україною незалежності, у 1992 році Рішенням Кабінету Міністрів Україні, Євпаторійський порт знову став міжнародним з правом заходу іноземних суден.

## Трамвай

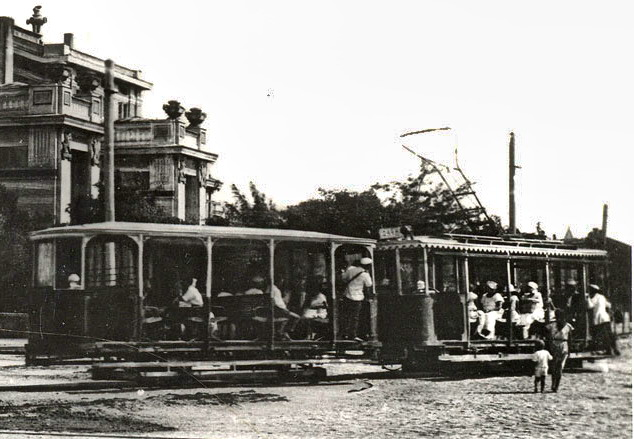
Трамвай біля міського театру (1930-ті)

У Євпаторії з 10 травня 1914 року функціює трамвай, що став однією з визначних пам'яток міста. Трамвайна система Євпаторії має у своєму складі 5 маршрутів (один з них екскурсійний), базується на колії 1000 мм і являє собою одноколійно-роз'їздну схему руху. Настільки незвичайна колію для трамвайних шляхів була обумовлена тим, що вона побудована за німецьким проектом. Першими вагонами були зчепи з електровагонов Митіщенського заводу і вагонів конки з Одеси, лінія йшла від міського театру і закінчувалася в грязелікарні біля озера Мойнаки (сьогодні це частина першого маршруту).

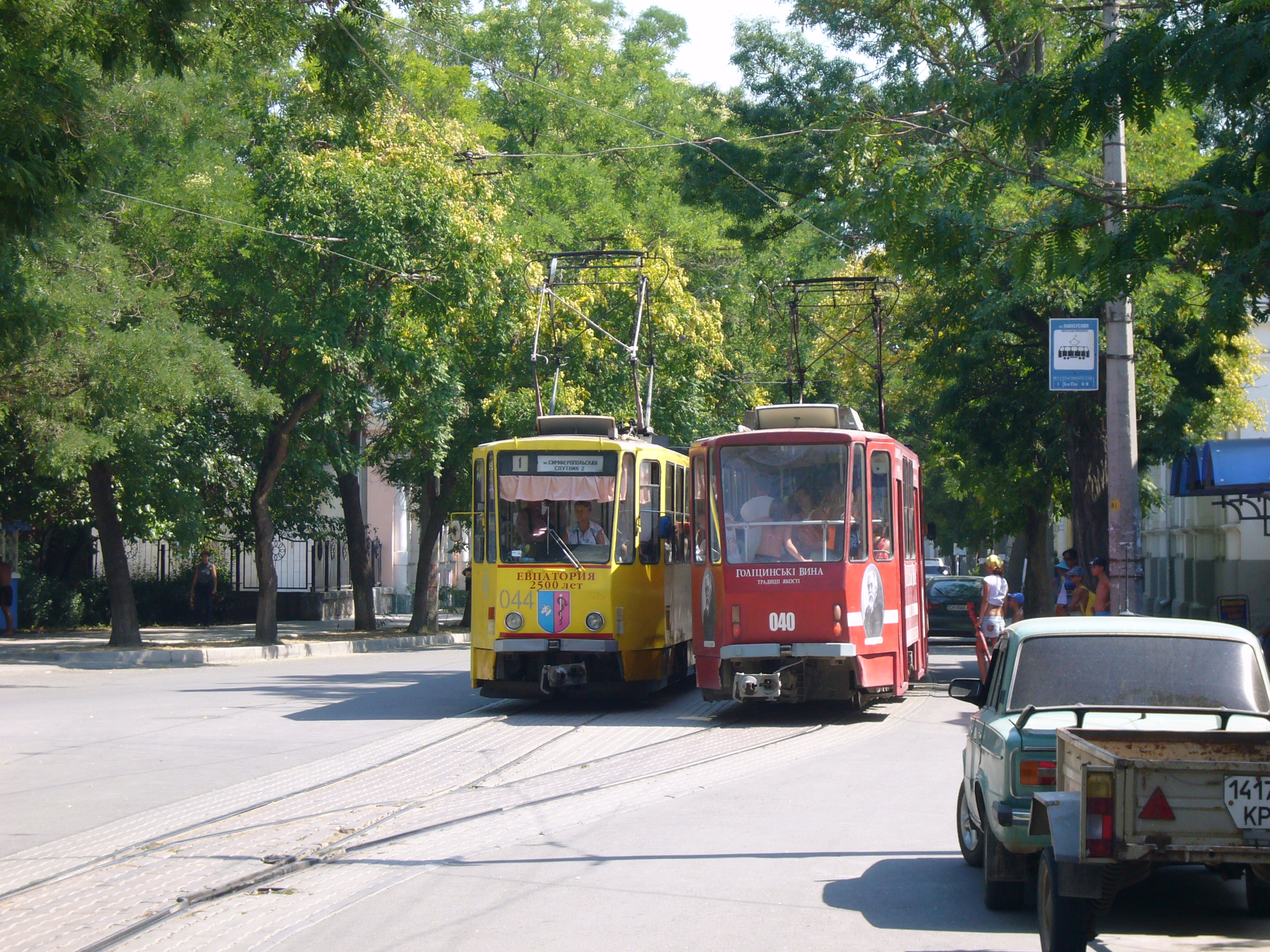
Роз'їзд трамваїв Tatra KT4 в Євпаторії (одноколійна система)

У жовтні 1915 року в місто провели залізницю, і незабаром до залізничного вокзалу теж провели трамвайні рейки. Так само побудували гілку до моря та в передмістя (у бік Сімферополя). Під час громадянської війни місто перебувало в німецькій окупації і трамвай не працював до 1924 року. Так само трамвай зупинився і в роки Вітчизняної війни. У повоєнні роки відновлення шляхів йшло повільно, але все ж таки до 50-х років трамвайні лінії повністю заробили.
Після розвалу Радянського Союзу євпаторійський трамвай відчуває серйозні фінансові труднощі. Державні дотації скоротилися, утворилися заборгованості в зарплаті, заборгованості в електроенергії, дефіцит кондукторів та водіїв. У місті багато пільговиків, і лише в літній сезон приїжджає велика кількість відпочиваючих. Парк вагонів сильно застарів, терміново був потрібний капітальний ремонт як мінімум половині німецьких вагонів.
У 2005 році вкоротили маршрут № 3 від залізничного вокзалу до готелю «Україна», а номера вагонів євпаторійських трамваїв стали тризначними. Найзнаменитішим є нинішній вагон № 007, колишній 7, до 1994 року 13. Його можна побачити у фільмах «Міняйли», «Пригоди маленького папи», «17 лівих чобіт (За що?)»